# Bombardement de Cézembre
Seconde Guerre mondiale
Le bombardement de Cézembre est un intense bombardement anglo-américain aérien, maritime et terrestre qu'a subi la petite île côtière de Cézembre, au large de Saint-Malo dans le nord-est de la Bretagne, durant la Seconde Guerre mondiale, entre le 6 août et le 2 septembre 1944. Dernière poche de résistance allemande lors de la libération de la ville, l'île, normalement inhabitée, abritait une petite garnison allemande et de puissants canons d'artillerie.
Cézembre faisait partie de la défense du port de Saint-Malo et fut fortifiée par les Allemands à partir du mois de juillet 1942. Sa défense et le service des pièces d'artillerie étaient assurée par environ 400 soldats allemands de la Kriegsmarine, rejoints par des soldats italiens de la Première division Atlantique de fusiliers marins en juillet 1944 repliés à Saint-Malo face à l'avance des Alliés, ainsi que par des volontaires recrutés parmi les prisonniers de guerre soviétiques. Les canons de Cézembre, croisés avec ceux de Jersey protégeaient aussi l'accès aux ports de Granville et de Cancale. Les Alliés voulaient s'emparer des ports de cette côte pour assurer le ravitaillement de leurs troupes après leur percée dans le Cotentin lors de la bataille de Normandie.
Les raids alliés débutèrent le 6 août 1944, mais ce ne fut que le 17 août, après la reddition de la cité d'Aleth, dernier point de résistance continental allemand de la « forteresse de Saint-Malo », que les bombardements maritimes, terrestres et aériens sur Cézembre devinrent d'une extrême intensité. Les bombes abondamment larguées par l'aviation américaine, dont certaines au napalm et au phosphore, n'aboutirent pas à la reddition malgré plusieurs propositions américaines en ce sens. En effet, l'amiral Friedrich Hüffmeier avait ordonné au chef de la garnison, le Kapitänleutnant Richard Seuss, de résister coûte que coûte tant que des tirs pouvaient être effectués depuis l'île. Les forces allemandes parvinrent difficilement à fournir du ravitaillement depuis les îles Anglo-Normandes, mais échouèrent à évacuer la garnison une fois ses munitions épuisées.
Pressés d'en finir, les Alliés déclenchèrent le 31 août un nouveau bombardement intense conjuguant des tirs du cuirassé britannique HMS Malaya et des vagues de bombes lâchées par les avions alliés, ultime préparation avant un assaut amphibie. N'ayant plus de réserve d'eau potable et comptant de nombreux blessés, la garnison allemande n'était alors plus en état de résister. Les combattants italiens hissèrent le drapeau blanc le 1er septembre. Autorisé alors à se rendre, Richard Seuss procéda à la reddition de sa garnison le 2 septembre 1944 au matin alors que les Américains s'apprétaient à lancer leur assaut amphibie le jour même.
Le relief tourmenté de l'île, avec plus de deux mille cratères d'impact, témoigne encore aujourd'hui de l'intensité du bombardement (près de 20 000 bombes larguées en moins d'un mois). Longtemps, en dépit de plusieurs campagnes de déminage, Cézembre est restée classée zone militaire et interdite d'accès — excepté sa plage et ses abords — en raison de la présence de munitions non explosées. En 2018, le Conservatoire du littoral, devenu le gestionnaire du site, a pu aménager, après une nouvelle campagne de déminage, un sentier public parcourant l'île mais entièrement séparé de la zone interdite par une clôture.

## Fortifications et garnison

Plan de l'île de Cézembre en 2018.

Longue de 650 mètres et large au maximum de 250 mètres, Cézembre culmine à 38 mètres d'altitude. L'île est située à 3,8 km au nord de la plage de Dinard et à 4 km au nord-ouest de Saint-Malo. Les chenaux d'accès au port malouin passent tous non loin de l'île. Sa côte nord-ouest, face au large et aux falaises découpées, contraste avec la pente de la côte opposée qui s'abaisse vers deux plages tournées vers la ville. De forts courants compliquent la navigation aux abords de l'île.

### Premières fortifications
L'île, inhabitée, est fortifiée à la fin du XVIIe siècle par Vauban, puis à plusieurs reprises dans les siècles suivants. Au milieu du XIXe siècle, la Marine française construit deux réduits pour abriter une centaine d'hommes ; ils comprennent des pièces d'artillerie à faible portée. Dans les années 1880, l'apparition des obus Paixhans et les tensions avec le Royaume-Uni (dont la Marine était équipée de ces armes), amènent à profondément modifier et renforcer les défenses de l'île. Une batterie de quatre canons de 240 mm et de trois mortiers est installée au sud-ouest de l'île, de manière à en couvrir tout l'ouest. Des galeries et des soutes à munitions, creusées dans le rocher, complètent cette batterie. Une voie ferrée est posée pour les approvisionner depuis la cale du sud, le seul point d'accès ordinaire. Deux batteries plus légères, équipées de quatre canons de 95 mm et de quatre de 90 mm, installées au nord-est couvraient le nord et l'est. Avec l'entente cordiale avec les Britanniques du début du XXe siècle, disparaît la vocation défensive de l'île.

### Fortifications par les Allemands durant l'Occupation

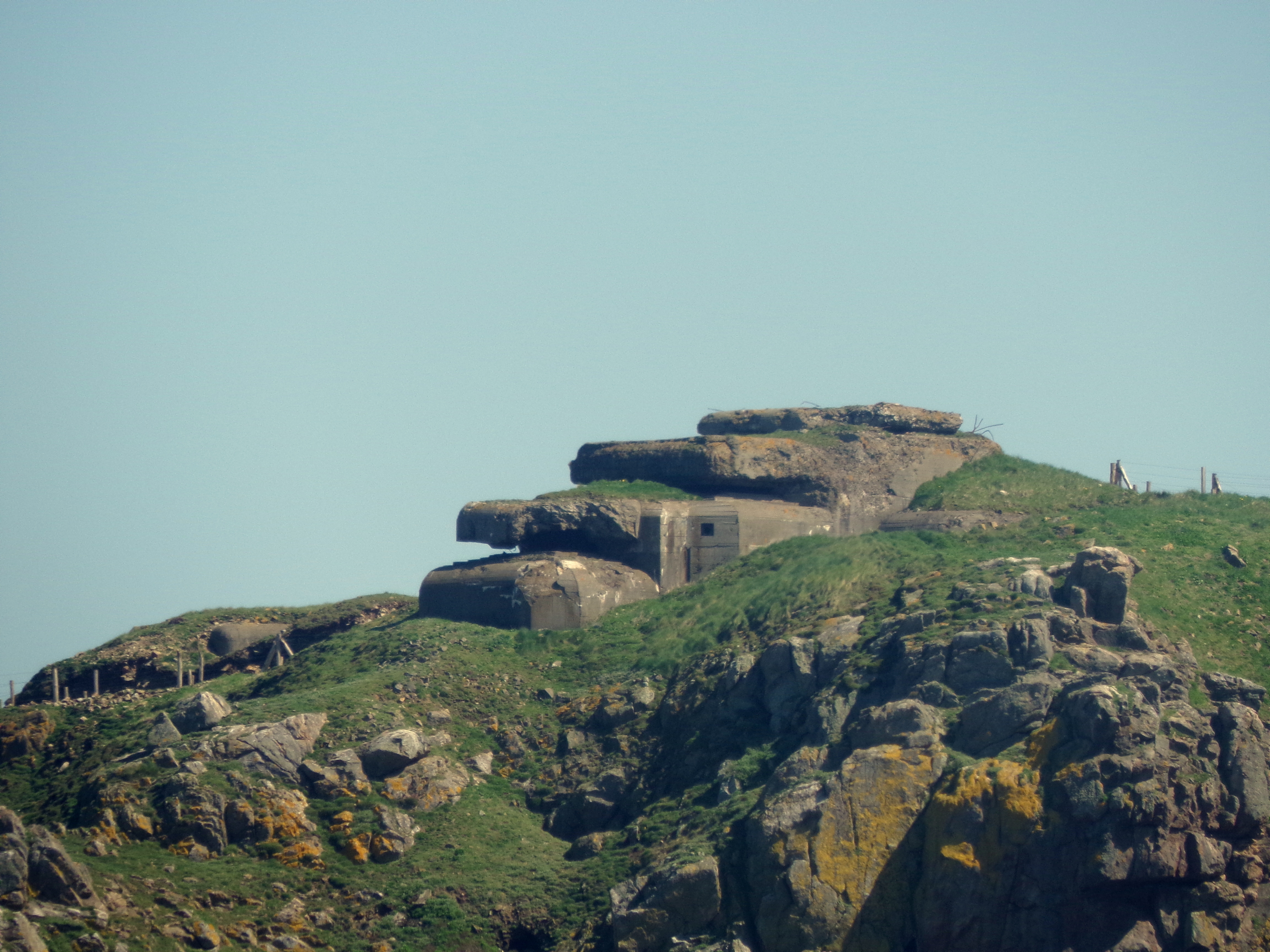
Poste de tir à Cézembre.

Durant la Seconde Guerre mondiale, Saint-Malo est occupée par les Allemands à partir de juin 1940. Conscients de l'enjeu d'un possible débarquement allié en Europe du Nord-ouest, ils s'attachent à fortifier Cézembre dès juillet 1942, fortifications connues sous le nom de Ostwall,. L'île est l'un des principaux points de défense de la Festung Saint-Malo, la « forteresse Saint-Malo », nom que donnent les Allemands à l'ensemble des fortifications dans et autour de la cité malouine (incluant Dinard et la rive gauche de la Rance, la pointe de la Varde et diverses lignes de fortifications plus à l'intérieur des terres). Les grands ports de la Manche et de la mer du Nord sont les points les plus défendus du mur de l'Atlantique, le Reich étant certain que les Alliés devraient rapidement essayer de prendre un port dans les jours suivant leur débarquement[réf. souhaitée]. Toutefois, le port de Saint-Malo est d'une importance moindre que d'autres ports comme Cherbourg, le Havre ou Brest.
Plus de dix mille ouvriers de l'organisation Todt sont mobilisés pour construire plus de cinq cent ouvrages de défense dans un rayon de dix kilomètres autour de Saint-Malo. Pour Vera Kornicker, auteure d'un ouvrage sur le bombardement de Cézembre, « fortifiée à outrance, l'île est devenue en 1944 un véritable cuirassé de béton, une formidable batterie côtière ».
Les Allemands rasent les vestiges des fortifications de la fin du XIXe siècle pour y construire des blockhaus, casemates et autres armes d'artillerie. Le but est d'installer des canons assez puissants pour contrôler l'accès au port de Saint-Malo et à l'estuaire de la Rance, mais également l'accès à la baie du Mont-Saint-Michel, en croisant les tirs avec ceux de la batterie Lothringen installée sur l'île de Jersey occupée, et appuyer les premières lignes de défense à l'intérieur des terres. Ils utilisent principalement un armement de récupération.

### Armements

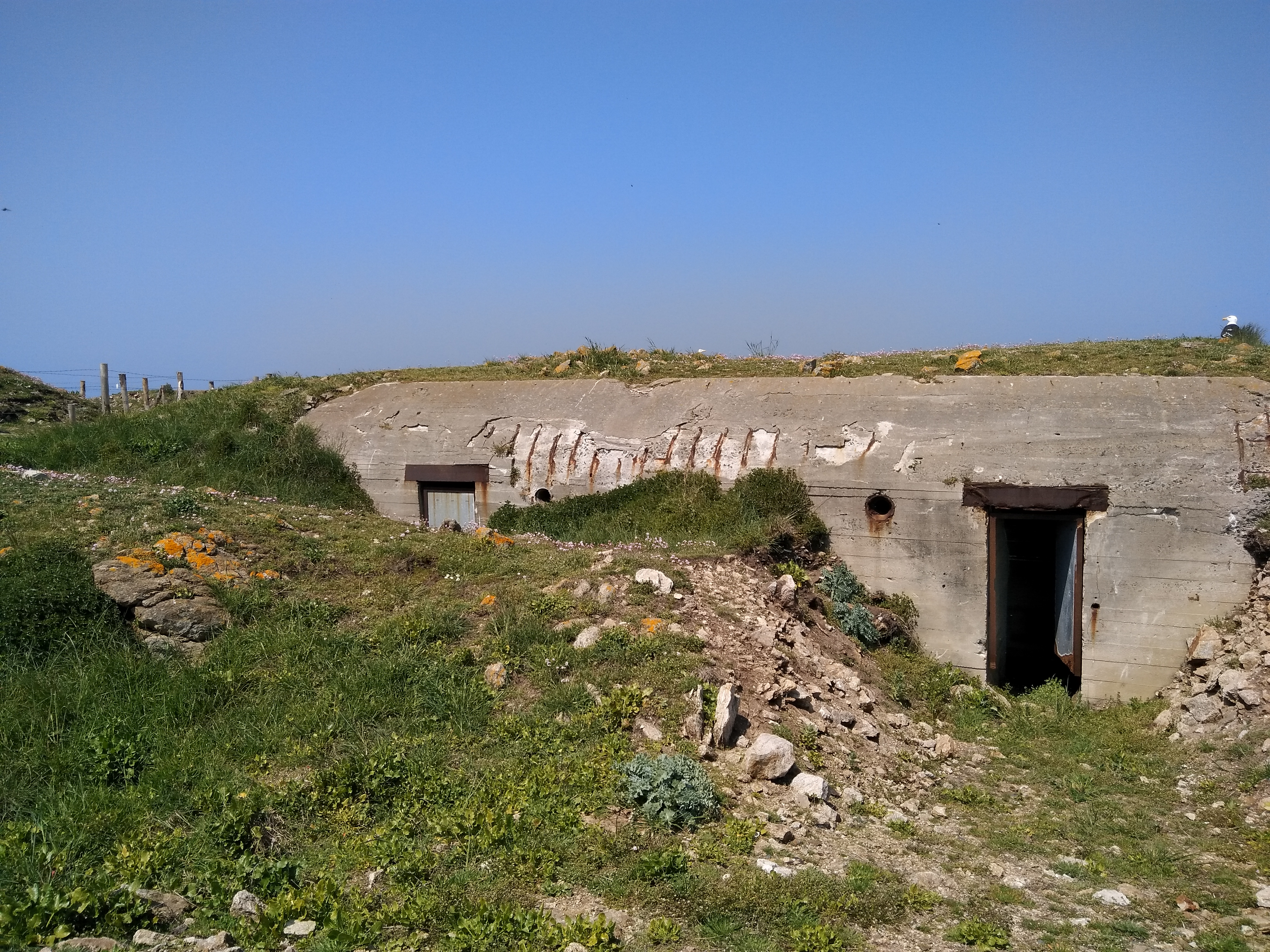
Un bunker semi-enterré à Cézembre.

Les ingénieurs de Todt divisent en deux les fortifications de l'île : celles du sud-ouest et celles du nord-est. Les casemates abritant les soldats sont aménagées dans la dépression médiane de l'île.

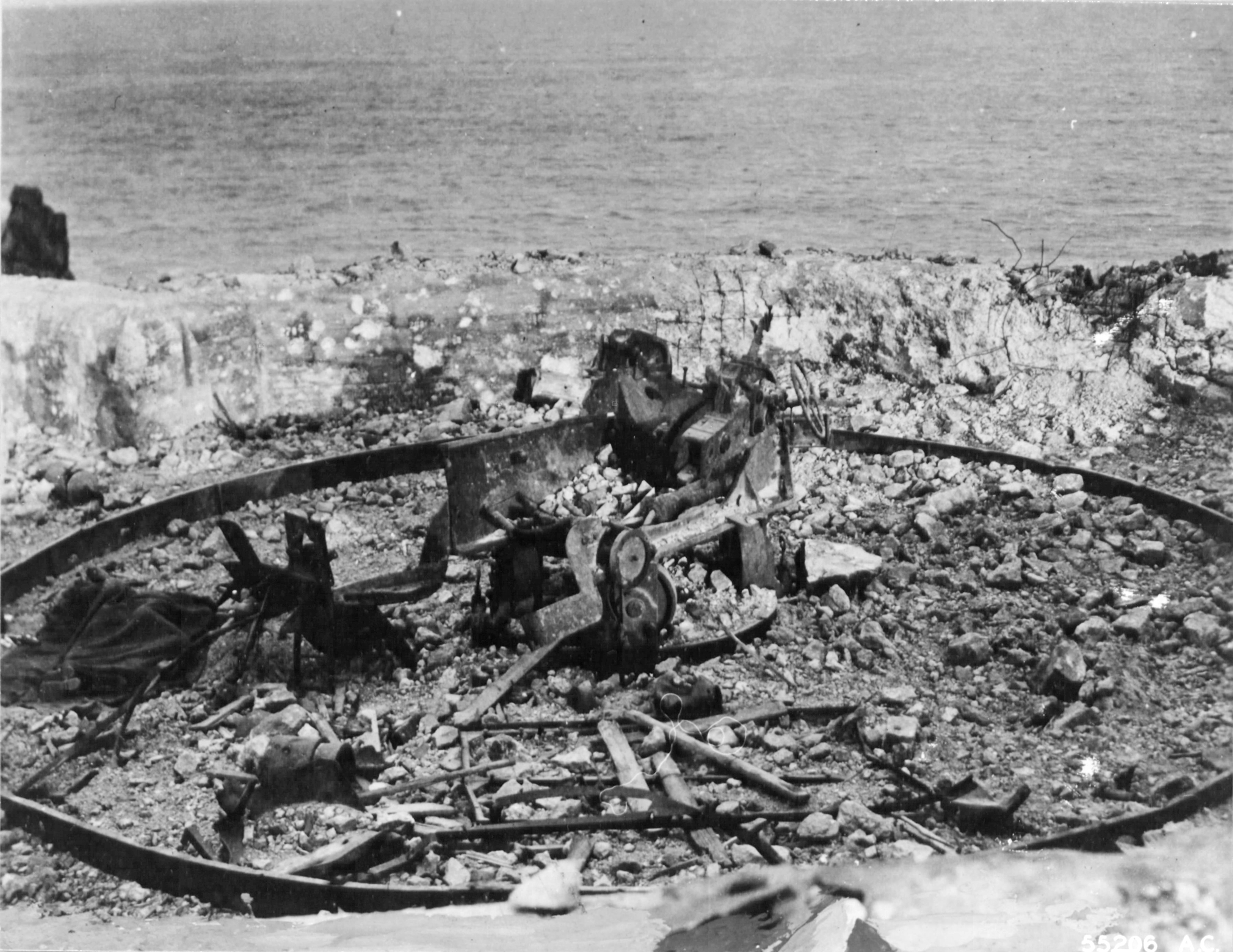
Les restes d'un canon de 194 mm détruit par les bombardements alliés.

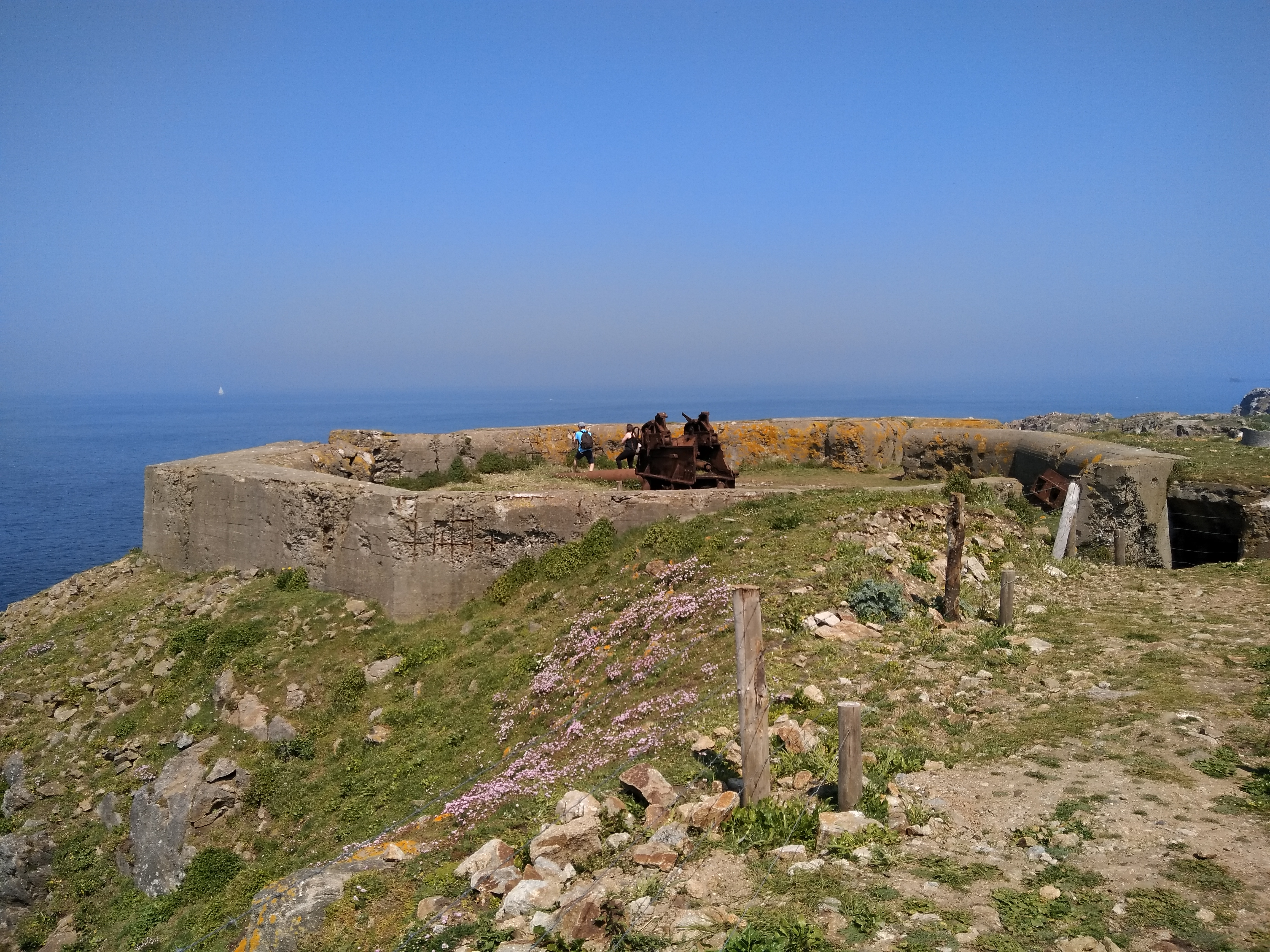
Restes d'un canon de 194 mm dans sa cuve de béton armé ; à droite, l'accès vers le bunker enterré qui contenait les munitions.

À l'ouest de Cézembre, trois canons de 194 mm modèle 1870-77 sont installés chacun dans une cuve de béton. Cette protection est inférieure à celle d'un bunker, mais permet de tirer dans toutes les directions. Leur soute à munitions est organisée dans un bunker enterré. Cela est complété par un bunker à quatre niveaux, qui est à la fois poste de commandement et poste de tir. L'est de l'île est défendu par trois canons de 194 mm modèle 1870-1893.
Ces six canons sont d'anciens canons de défense côtière de la marine française, utilisés comme canons terrestres pendant la Première Guerre mondiale et saisis par les Allemands lors de l'Occupation. Chaque canon pèse 65 tonnes. Des canons similaires sont également installés par les Allemands à la batterie de la Crêche à Boulogne-sur-Mer. Une construction normalisée, ou Regelbau, a même été conçue par l'organisation Todt pour abriter ce type d'artillerie : le plan H686. Ces servants s'abritent dans deux bunkers à proximité des canons, l'un ayant été construit sur l'emplacement du réduit Vauban. Contrairement à ceux de l'ouest, les bunkers du nord-est ne sont pas enterrés et sont donc plus vulnérables.
D'une portée de près de 18 km, ces canons de 194 mm peuvent atteindre les abords de la pointe du Grouin à Cancale à l'est, ceux du cap Fréhel à l'ouest et à l'intérieur des terres, au sud, jusqu'à Chateauneuf. Les six canons ont une cadence de quatre coups par minute. Un poste de direction de tir domine la pointe sud-est de l'île.
La défense antiaérienne de l'île est assurée à l'ouest par six canons français de 75 modèle 1932. Sont également installés deux batteries antiaériennes de Flak 38 (20 mm), des batteries Oerlikon Flak 28 (20 mm) et deux canons Flak 28 (40 mm). Un canon de 15 cm SK L/45 est destiné à tirer des obus éclairants. Deux projecteurs de 150 cm sont installés aux extrémités de l'île. Quelques canons de moindre calibre, des mitrailleuses et des bunkers assurent la défense à courte et moyenne portée et interdisent l'accès à l'île.
La cale construite en 1914 est rehaussée pour faciliter l'accostage à toute heure. Une mitrailleuse assure le contrôle de l'accès, le tout étant surveillé par une casemate, sur le plateau sud-est.

### Garnison
La garnison défendant Cézembre compte environ 400 hommes, principalement issus de la Kriegsmarine, les marins allemands opérant souvent dans les batteries côtières du mur de l'Atlantique. Il s'agit de la Marine-Artillerie-Abteilung (MAA) 608 (division d'artillerie de marine 608). À compter de juillet 1944, elle est rejointe par des troupes rescapées de la bataille de Normandie ainsi que par deux officiers et 53 Italiens, de la Première division Atlantique de fusiliers marins, en provenance de la base sous-marine de Bordeaux,. Ces Italiens sont fidèles à la République sociale italienne de Mussolini. Ils sont installés à la pointe sud-ouest tandis que les Allemands occupent le nord-est.
La garnison est dirigée par l'Oberleutnant Richard Seuss, officier de 47 ans en 1944 et ancien soldat de la Première Guerre mondiale. Seuss prend son poste le 23 août 1942.
Les baraques des soldats sont reliées par deux galeries souterraines comportant une cuisine et une infirmerie avec plusieurs lits d'hôpital. Une triple citerne est creusée à l'emplacement du couvent pour stocker l'eau. Les munitions sont entreposées dans d'autres galeries. Les logements des soldats sont construits en haut d'une plage du sud de l'île. L'eau potable est apportée par voie maritime depuis Saint-Malo et stockée dans des cuves.
Vera Kornicker estime que « les conditions de vie de la garnison sont relativement confortables ». Certains soldats surnomment même leur lieu de séjour« l'île Robinson ». Le 20 août 1944, les effectifs s'élèvent à 300 soldats allemands et 75 italiens. Il y a également une vingtaine de soldats russes volontaires de l'armée Vlassov, originaires du Caucase, ainsi que quelques soldats marocains et une dizaine de Polonais, anciens prisonniers chargés de la manutention des munitions.

## Bombardements

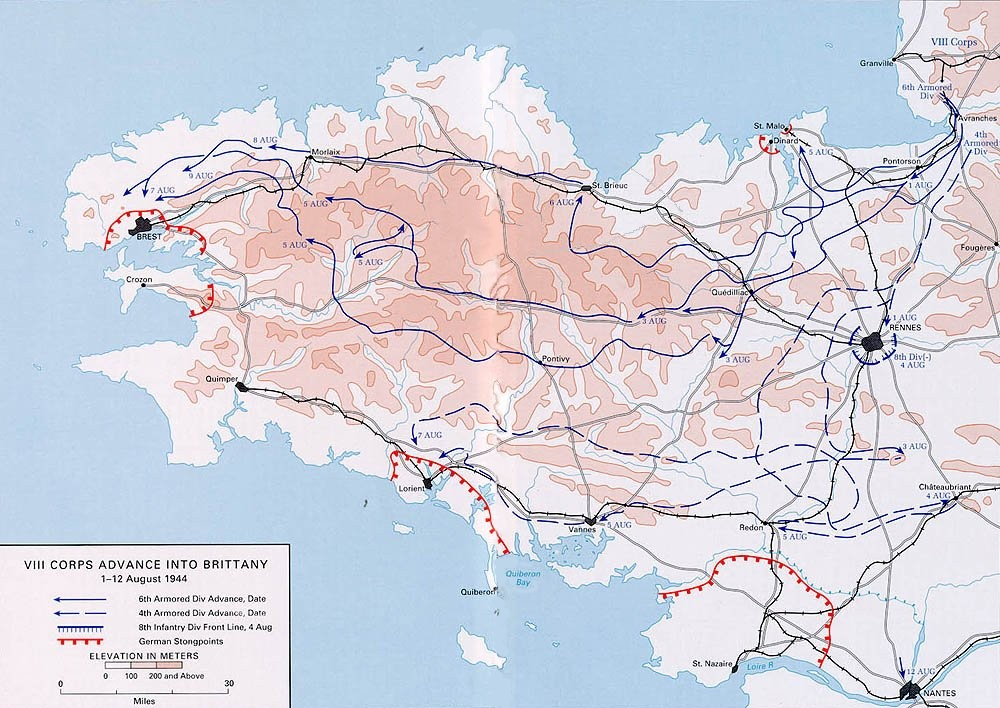
Carte de l'avancée américaine en Bretagne entre le 1 08 1944- et le 12 08 1944.

### Contexte

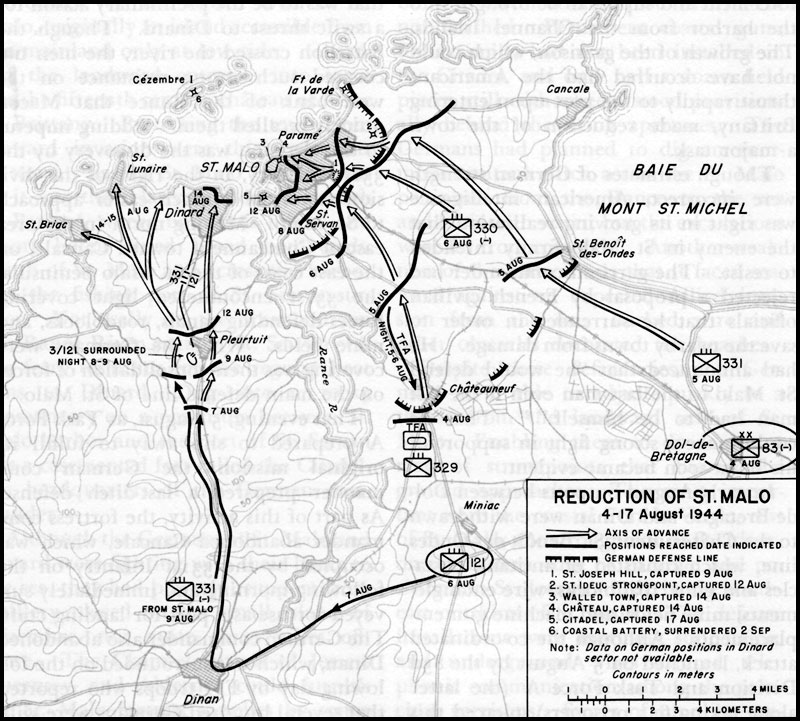
Carte de l'avancée américaine lors de la libération de Saint-Malo du 4 au 17 août 1944.

Après le débarquement allié en Normandie le 6 juin 1944, la stratégie défensive de Cézembre est modifiée. En effet, l'île a été préparée en prévision d'une invasion maritime, alors que les troupes alliées progressent par l'intérieur des terres.
À la suite de l'opération Cobra et la percée d'Avranches (fin juillet 1944), les troupes alliées entrent en Bretagne. Le 1er août 1944, les premières attaques sur Saint-Malo débutent, et les forces alliées arrivent aux abords de Saint-Malo le 5 : la libération de la ville commence.

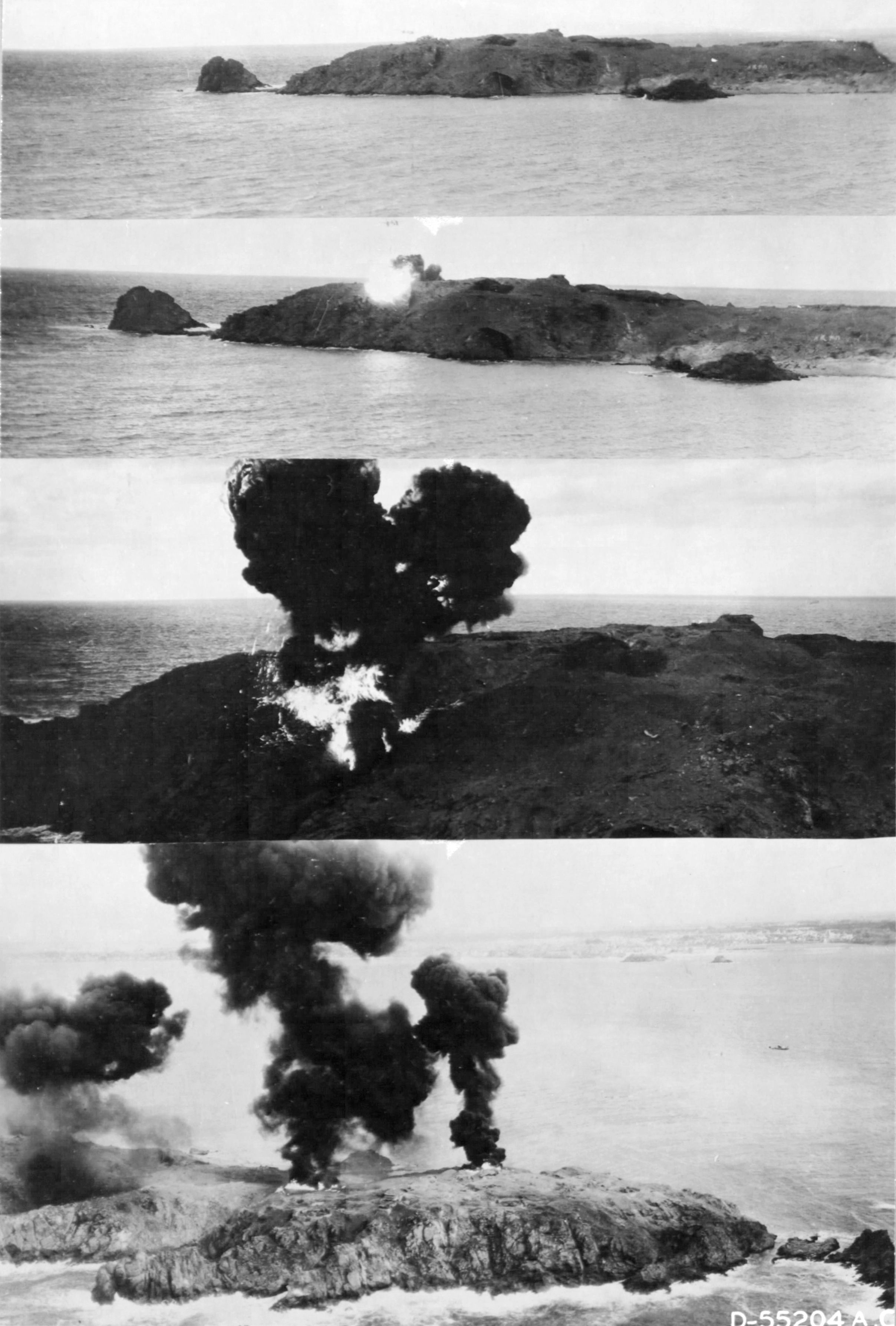
Photographies de l'armée américaine sur le bombardement au napalm de Cézembre.

### Premiers bombardements
Dès les premiers jours de la bataille de Saint-Malo, les batteries de Cézembre tirent sur les troupes américaines qui approchent de la ligne de défense principale fermant le Clos Poulet, la région entourant Saint-Malo. L'artillerie terrestre américaine est alors de trop courte portée pour répliquer. Les canons de Cézembre contrôlent l'accès aux ports de Cancale et de Granville et tirent sans interruption sur les troupes alliées
Un premier bombardement aérien sur l'île a lieu le 6 août et, trois jours plus tard, la prise par des éléments de la 83e division d'infanterie américaine de la montagne Saint-Joseph, une hauteur de Paramé, permet à leur artillerie de riposter aux tirs de Cézembre,. Mais les Américains concentrent leurs tirs principalement sur le fort d'Aleth, autre fortification allemande importante, siège du commandement allemand de la Festung Saint-Malo, la « citadelle de Saint-Malo », nom de l'ensemble des fortifications allemandes dans et aux alentours de Saint-Malo. Leur artillerie appuie aussi d'autres combats aux alentours (Pleurtuit, La Garde Guérin…). Les artilleurs américains sur la montagne Saint-Joseph n'effectuent que des tirs de contre-batterie sur l'île, quand les tirs des canons de 194 allemands deviennent trop précis. Le 13 août, les batteries de Cézembre visent les soldats à l'assaut de la pointe de la Varde ou ceux qui progressent sur le Sillon. Les Américains demandent alors un appui aérien et vers 15 heures, 69 bombardiers B-24 Liberator larguent 275 tonnes de bombes sur l'île en plusieurs vagues. Cependant ces bombardements massifs sont imprécis et n'empêchent pas l'artillerie de Cézembre de continuer à tirer pour protéger la cité d'Aleth et la pointe de la Garde-Guérin, à Saint-Briac, à l'ouest de la Rance. Les Allemands et Italiens de Cézembre parviennent à abattre quelques avions alliés, mais subissent leurs premières pertes (une cinquantaine de morts).
L'amiral Friedrich Hüffmeier, commandant de la marine allemande des îles Anglo-Normandes, demande à pouvoir envoyer un bataillon en renfort à Saint-Malo, mais cela est refusé. Du ravitaillement est néanmoins envoyé à la ville.
En parallèle, la 83e division d'infanterie américaine, dirigée par le général Robert Macon, continue sa progression dans le secteur. Les batteries de Saint-Ideuc et de la pointe de la Varde sont prises le 13 août. Les affrontements se poursuivent à Paramé, autour du château de Saint-Malo et de la forteresse d'Aleth, tandis que la ville de Saint-Malo intra-muros est dévastée par des incendies. La garnison du château se rend finalement le 14 août. Le lendemain, après plusieurs jours de combats, les troupes américaines prennent Dinard. Le port de Saint-Malo a été saboté par les Allemands : pour assurer le ravitaillement de leurs troupes, les Alliés cherchent à s'emparer de Granville et Cancale, deux ports à portée de tir de Cézembre.

### Intensification des bombardements

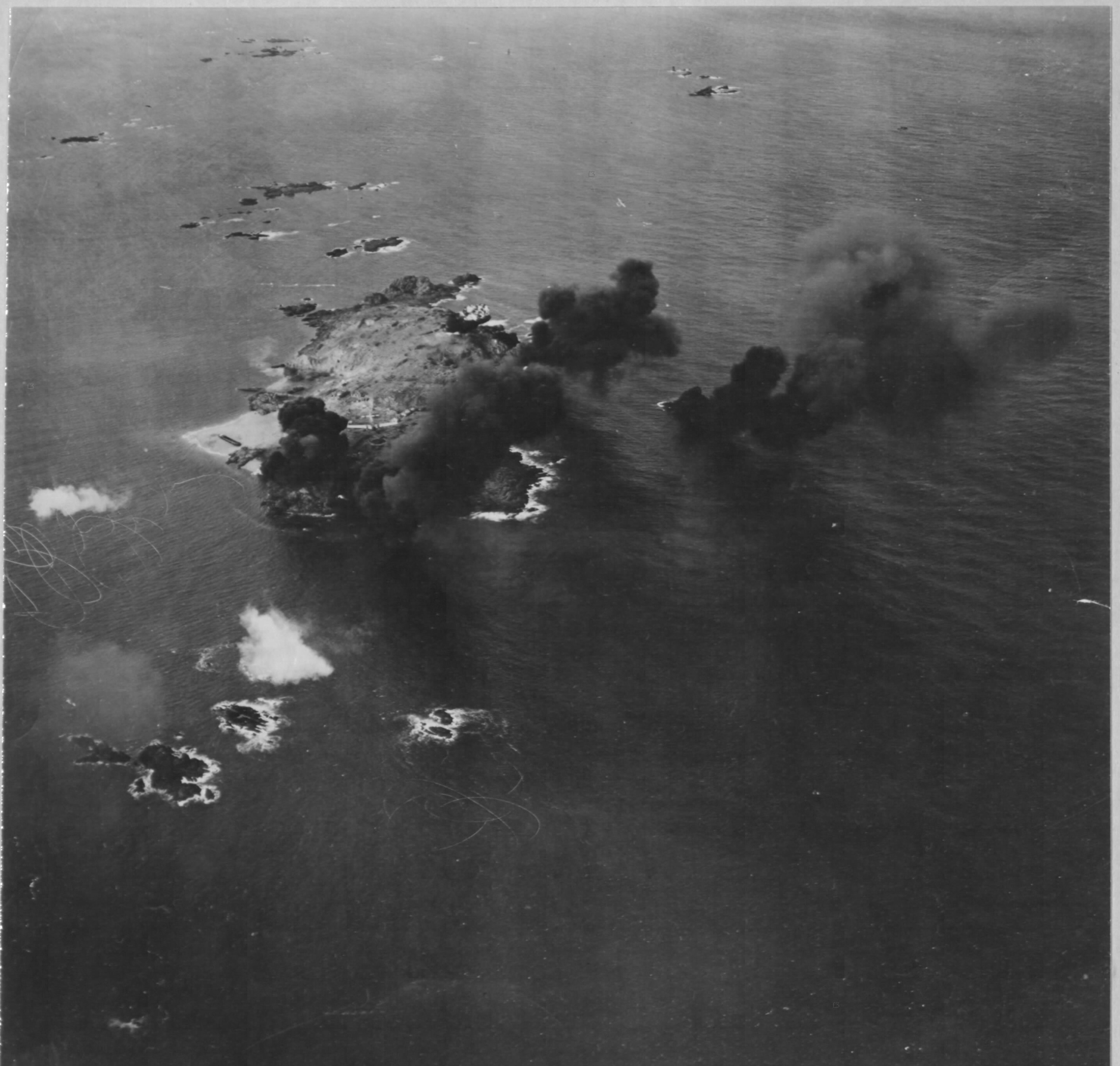
L'île de Cézembre après une salve de bombardements par des bombardiers du 9th AF (photo prise par un avion de reconnaissance américain).

Le 17 août, la garnison d'Aleth dirigée par le colonel Andreas Von Aulock, commandant la Festung Saint-Malo, se rend aux Alliés. Un raid de bombardiers en route vers le fort est détourné au dernier moment pour bombarder Cézembre ; 35 chasseurs-bombardiers P-38 larguent 68 bombes au napalm, qui explosent en de grandes boules de feu. Contrairement à ce qui est parfois affirmé, le bombardement de Cézembre n'est pas la première utilisation du napalm pendant la guerre : il avait, quelques semaines plus tôt, été employé ponctuellement dans le Pacifique. Mais sa massive utilisation sur Cézembre a été largement documentée par les Américains (nombre et types de bombes employées, photographies aériennes des explosions, constats des dégâts après la reddition de l'île, interrogatoire des prisonniers allemands, etc.). C'est la première fois en Europe que ce type de bombe est utilisé.
Avec la chute du commandement allemand de Saint-Malo, la garnison de Cézembre passe sous le commandement de l'amiral Friedrich Hüffmeier, commandant de la marine allemande des îles Anglo-Normandes à Guernesey,. Elle lui demande de lui fournir du ravitaillement, des munitions, des pièces de rechange et un médecin. Le message est cependant entendu très difficilement à Jersey à cause de la mauvaise liaison radio. À Cézembre, les soldats posent de nombreux fils barbelés et enfouissent des mines antipersonnel sur la plage, en prévision d'un débarquement.

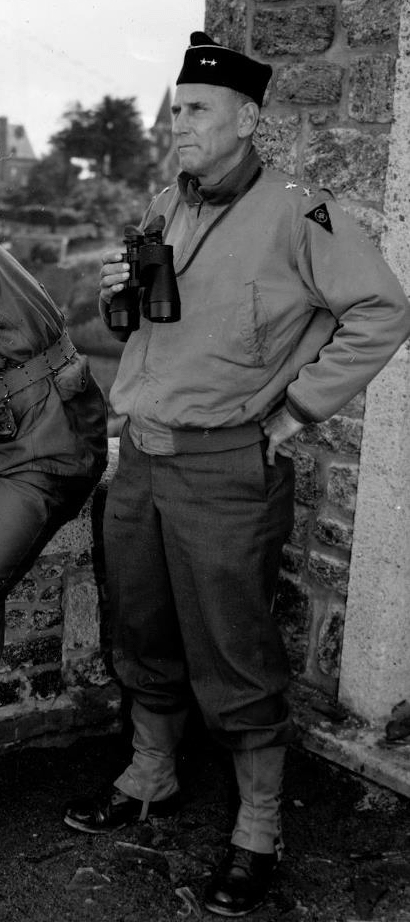
Le major général Robert Macon, commandant de la d'infanterie américaine, observe depuis Dinard les effets des tirs de l'artillerie alliée sur l'île de Cézembre fin août 1944- ou début septembre 1944.

Le lendemain, le 18 août à 16 heures, le général américain Robert Macon envoie le major Alexander à bord d'une vedette avec drapeau blanc pour proposer la reddition de l'île. Accompagné d'un cinéaste de l'armée, il reçoit une réponse négative du Kapitänleutnant Richard Seuss, commandant la garnison, qui indique ne pas avoir reçu d'ordre l'autorisant à se rendre. Le major Alexander reste moins d'un quart d'heure sur Cézembre, mais cela lui suffit, impressionné par les dégâts qu'il peut constater, pour estimer que la reddition de l'île est proche. Le générateur électrique est hors d'usage, la plupart des bâtiments sont détruits et une cinquantaine de soldats ont été tués.

### Ravitaillements et refus de la reddition
L'amiral Dönitz, commandant en chef de la Kriegsmarine, souhaitait l'évacuation de la garnison de Cézembre vers les îles Anglo-Normandes. Cependant, il décide de laisser Hüffmeier apprécier au mieux la situation. De leur côté, les troupes américaines n'attaquent pas Cézembre pendant une semaine. Afin de pouvoir réaffecter des troupes pour la reconquête de Brest, le commandement américain ordonne que la menace de Cézembre soit éliminée.
Dans la nuit du 19 au 20 août, l'amiral Hüffmeier envoie, depuis Jersey, deux patrouilleurs pour approvisionner l'île et évacuer les blessés. Un détachement dirigé par l'enseigne de vaisseau Herbert Grohne accoste et rencontre la garnison de Cézembre. Le poste radio est réparé. Toutefois, un des patrouilleurs s'échoue avec la marée descendante,. Grohne ordonne au deuxième navire de repartir à Jersey ; lui et ses hommes passent la nuit à Cézembre en attente d'un nouveau ravitaillement. Le patrouilleur échoué est détruit par les tirs américains le lendemain matin. Une heure après, les Américains font une nouvelle proposition de reddition, qui est également rejetée.
Le 20 août, un cuisinier italien parvient à s'enfuir à la nage et rejoint Saint-Malo, où il est interrogé par les Américains. Un petit bateau quitte l'île le 21 avec plusieurs blessés, mais est porté disparu.
Les Américains commencent alors à préparer une opération amphibie qui serait menée par le 330e bataillon commandé par le commandant Foster. La nuit du 21 au 22 août connaît un bombardement aérien suivi d'un lâcher de tracts invitant les combattants à se rendre, expliquant que leur lutte est perdue d'avance et ne se justifie plus. Mais la plupart des blockhaus ont résisté malgré l'aspect lunaire qu'a pris l'île. Les bombardements restent trop imprécis et plusieurs bombes n'explosent pas et sont roulées la nuit jusqu'à la mer). Un canon de 194 et d'autres plus petits calibres restent opérationnels. La garnison italo-allemande dispose encore à ce moment-là de 300 pièces de munitions, 24 jours de vivres et 12 jours d'eau potable. Un grand nombre de soldats ont été blessés ou tués. Les survivants s'abritent dans les galeries. Les sépultures construites à la hâte pour les premières victimes disparaissent sous les bombardements, et plusieurs corps sont jetés à la mer par les Allemands.

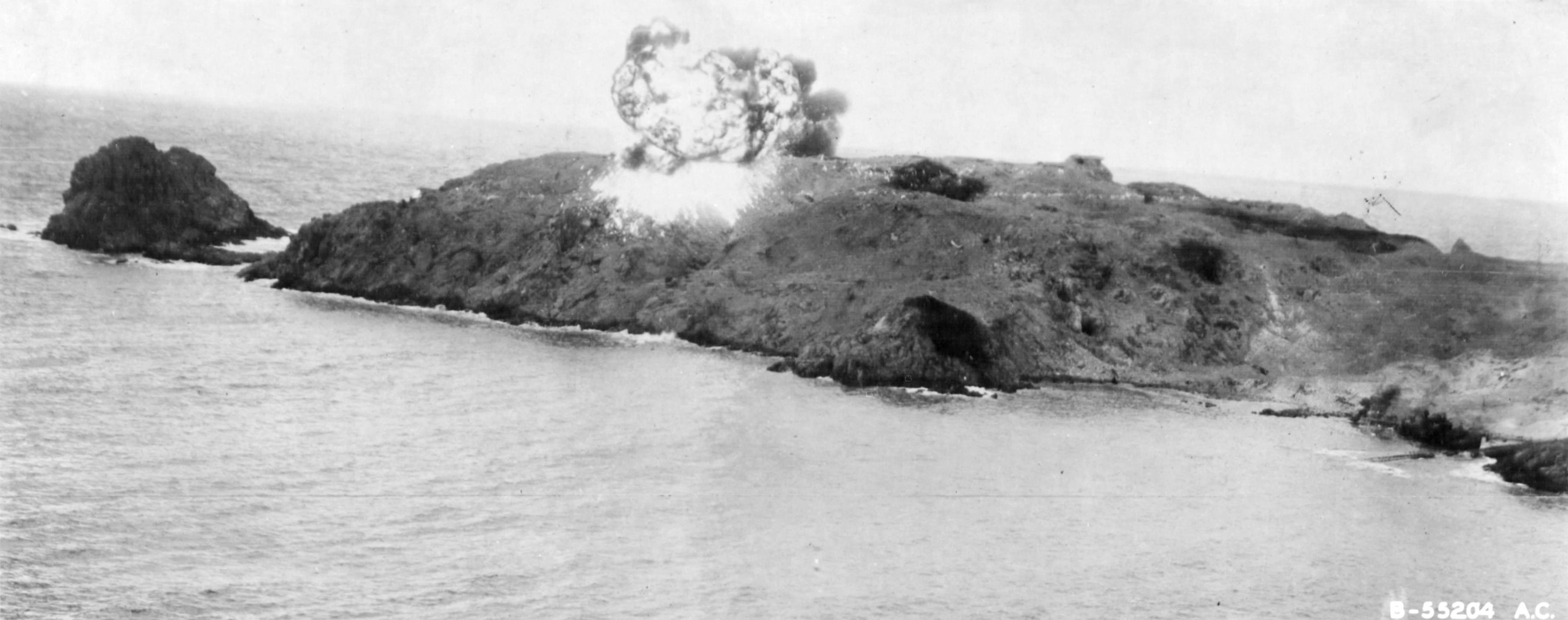
Bombardement au napalm sur Cézembre le 31 août 1944.

L'île reçoit un nouveau ravitaillement des îles Anglo-Normandes le 24 août, mais si le commandement allemand de Guernesey peut fournir des munitions de 150, il ne dispose pas d'obus pour la principale pièce encore en état, le canon de 194. Un médecin débarque ; les soldats reçoivent des munitions, du carburant, de l'eau potable et du matériel médical. Le navire ravitailleur ramène à Jersey quatorze blessés, ainsi que vingt deux Italiens « dont la présence sur l'île n'est plus souhaitée par leurs camarades ». Les marins du premier ravitaillement ayant échoué sont également rapatriés. Ce même jour, un officier et un interprète sont à nouveau envoyés pour demander la reddition, qui est à nouveau refusée, et les bombardements reprennent.
Dans la nuit du 25 au 26 août, une troisième expédition lancée depuis les îles Anglo-Normandes échoue. Les canons encore opérationnels continuent de tirer. Le commandement allemand souhaite que Cézembre tienne le plus longtemps possible. L'évacuation de la garnison ne devrait intervenir qu'après l'épuisement des munitions. Les tirs visent également à décourager toute tentative de débarquement sur l'île. Le 26 dans l'après-midi, un bombardement provoque de gros dégâts, faisant exploser un dépôt de munitions, malgré son toit de plus de trois mètres de béton armé et détruit trois canons de 194,. L'officier allemand en second, l'Oberleutnant-zur-See Eckert, est grièvement blessé. Entre le 25 et le 27 août, 1 500 raids aériens sont menés sur Cézembre.
Les dissensions augmentent au sein de la garnison entre les Allemands et les Italiens, et le 27 août, trois soldats italiens s'enfuient à la nage. Les Allemands vivent cela comme une trahison. Le nombre de victimes augmente fortement : au 29 août, 277 soldats sont blessés, dont une centaine uniquement ce jour-là.

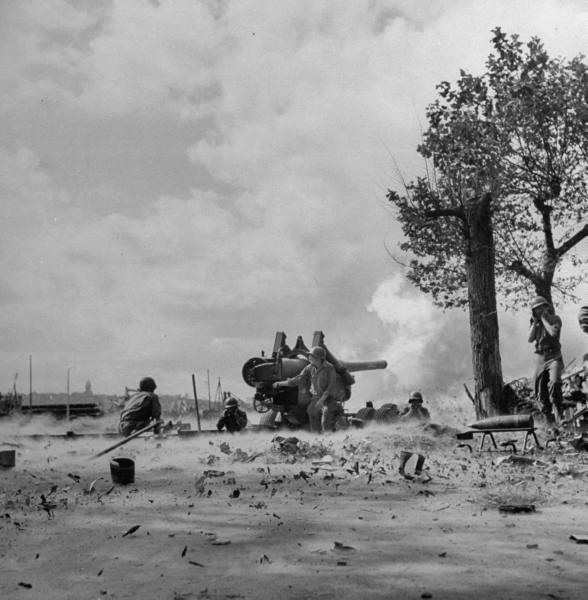
Des soldats américains tirent sur Cézembre depuis Dinard en août 1944.

### Attaque finale
En dépit des nombreuses frappes, la garnison résiste toujours même si ses tirs se font plus sporadiques. Les Alliés veulent en finir avec cette situation, car elle mobilise de manière imprévue des troupes depuis un mois à Saint-Malo. Le 30 août, 75 bombardiers lourds B-26 pilonnent l'île en quatre vagues. Le lendemain, ce sont 24 P-38 qui larguent 76 bombes au napalm avec également un bombardement « classique » par des bombardiers lourds. Au total, ce sont 176 bombes au napalm qui ont été larguées sur Cézembre durant le mois d'août. Durant le bombardement du 31 août, un avion américain s'écrase en mer, tuant son équipage.
Toutes les pièces d'artillerie, installées à Saint-Malo, à Dinard et à Saint-Lunaire, tirent également sur Cézembre. Un cuirassé britannique, le HMS Malaya, est appelé en renfort depuis Portsmouth. Il apporte une puissance de feu importante avec ses canons de 380 (soit des obus de 1,75 m de long pour 875 kg). Il tire pendant plus de 2 h 30, avec efficacité, détruisant la triple citerne d'eau de la garnison et ébranlant plusieurs blockhaus. Deux bunkers, dont celui abritant les soldats russes, sont détruits. Ensuite, un nouveau raid aérien largue des bombes au napalm et des bombes au phosphore. Cette attaque est suivie par la population malouine depuis la digue qui relie Saint-Malo intra-muros à Paramé. « Cézembre n'est plus que cratères et fumées ».
La plupart des soldats de la garnison sont blessés et plusieurs hommes souffrent de diarrhée sévère. Tous sont obligés de se recroqueviller dans des couvertures au fond des galeries pour absorber le souffle des explosions ; ils portent également des masques à gaz pour se protéger des poussières et des émanations toxiques des bombes au phosphore.
La journée est décrite comme étant « apocalyptique » par Vera Kornicker. Le lendemain, l'amiral Hüffmeier envoie depuis le port jersiais de Saint-Hélier un navire-hôpital, le Bordeaux, et un chaland pour le transbordement, mais ils sont interceptés par les Alliés qui craignent un réapprovisionnement de la garnison.
Le 1er septembre, Cézembre subit un bombardement aérien au napalm par 30 bombardiers P-38 américains et britanniques, puis de nouveaux tirs depuis le Malaya ainsi que de toutes les pièces d'artillerie disponibles à terre.

## Reddition

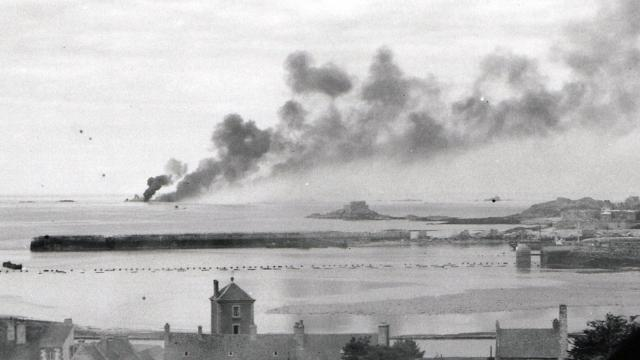
Cézembre photographiée depuis Saint-Servan au matin du 2 septembre 1944, peu avant la reddition.

Après ce bombardement, une nouvelle offre de reddition est faite à Richard Seuss, qui répond une fois de plus par la négative. Les soldats italiens font alors défection et déploient un drapeau blanc. Les Allemands, quant à eux, se regroupent autour du poste de commandement.
Le capitaine Seuss sollicite du commandement allemand des îles Anglo-Normandes l'autorisation de se rendre. Mais l'amiral Hüffmeier lui annonce l'arrivée imminente de secours. Cependant, le commandant de la flottille allemande des îles Anglo-Normandes chargé de cette mission, Herbert Grohne, doit faire demi-tour et retourner sur Jersey à cause du mauvais temps. Hüffmeier autorise alors la garnison de Cézembre à se rendre. Elle ne dispose plus d'eau potable (les réservoirs ont été détruits par les bombardements) et ne serait plus en mesure de repousser l'assaut amphibie que les Américains préparent. Seuss fait alors détruire les documents et codes de communications, fait mettre hors d'usage les derniers canons encore fonctionnels et jeter à la mer le petit armement.
Le lendemain matin, 2 septembre 1944, à 7 h 30, des drapeaux blancs sont hissés sur l'île alors que les Américains s'apprêtaient à donner l'assaut le jour même depuis la plage de la Richardais à bord d'une quinzaine de LCVP, des petits chalands de débarquement spécialement acheminés en camion depuis Utah Beach. Les Américains débarquent sur l'île et la reddition intervient officiellement le 2 septembre à 9 h 30 : le lieutenant J.K. French reçoit la reddition du lieutenant Seuss. Seule une quarantaine d'hommes sont encore valides au sein de la garnison. Seuss demande que la reddition des Allemands soit séparée de celle des Italiens. Les honneurs sont rendus aux soldats de Cézembre par les Alliés.

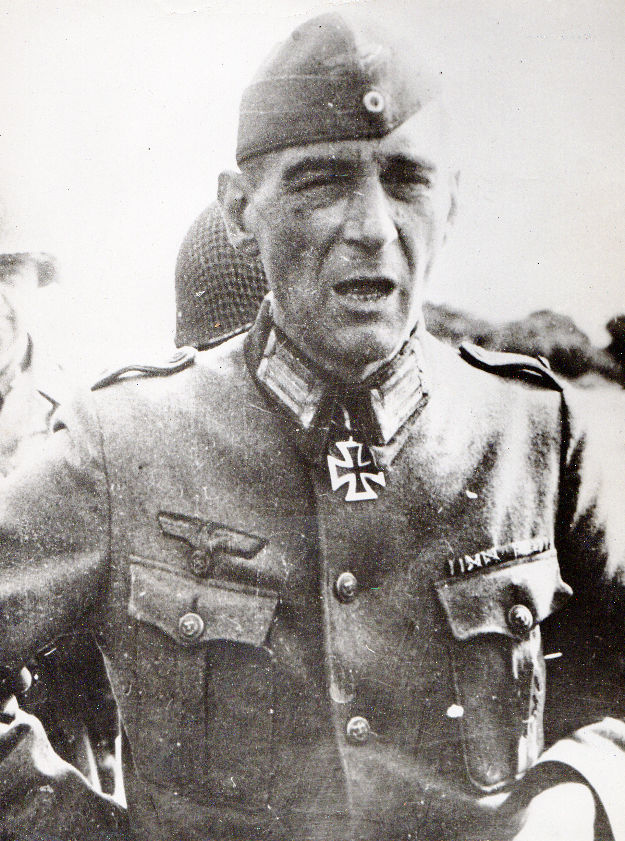
Le capitaine Richard Seuss au moment de sa reddition le 2 septembre 1944.

À midi, les 322 soldats allemands encore survivants, dont 90 % sont blessés, ainsi que 67 soldats italiens, se rendent au général américain Robert Macon et aux hommes du 330e bataillon d'infanterie. Les prisonniers sont amenés ensuite à Saint-Malo, puis à Rennes. Après cette reddition, « l'intégralité de l'agglomération malouine et de la Côte d'Émeraude est désormais libre ».
Les Américains laissent quelques soldats sur l'île pour parer à toute tentative de reprise de Cézembre depuis les îles anglo-normandes.

## Bilan et conséquences militaires

### Ampleur des bombardements
Les bombardements ont duré 24 jours avec six grands bombardements aériens et un bombardement d'artillerie quasi continu. L'île a reçu 19 729 bombes entre le 28 août et le 2 septembre créant plus de 2 000 cratères de six mètres de diamètre en moyenne. D'après l'historien militaire britannique Will Fowler, cela fait de Cézembre la zone la plus bombardée au mètre carré de toute la France.
Le British Bombing Survey Unit (Unité britannique d'étude des bombardements), dans son rapport, indique que la reddition de la garnison de Cézembre tient plus au manque de munitions, de nourriture et d'eau qu'aux dégâts causés par les bombes alliées. En ce sens, les défenses allemandes ont permis à la garnison de tenir plusieurs semaines.

### Conséquences militaires immédiates

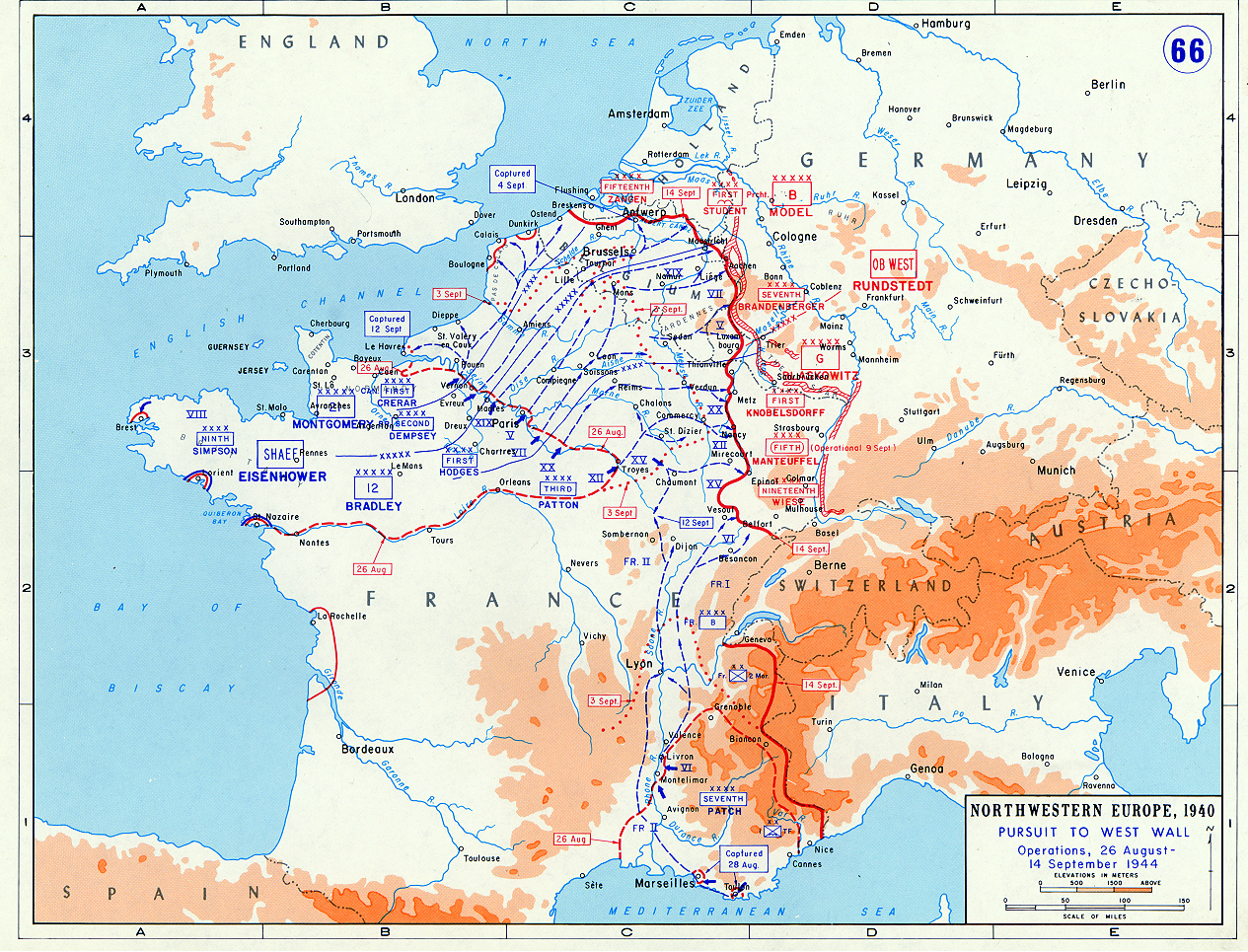
Avancée du front en Europe fin août 1944--début septembre 1944.

La reddition de Cézembre marque la fin de la bataille de Saint-Malo. En raison de la résistance des garnisons allemandes, la 83e division d'infanterie a été immobilisée longtemps sur place, tandis que les autres divisions américaines ont rapidement libéré la Bretagne : Rennes le 4 août, Nantes le 13, pendant que les troupes allemandes restantes se retranchent dans les poches de Lorient, Brest et Saint-Nazaire. D'autres poches allemandes occupent Dunkerque, Royan et la Rochelle. Le commandement allié fait le choix, excepté à Brest, de ne pas combattre ces troupes allemandes réfugiées dans des forteresses du mur de l'Atlantique, mais de poursuivre la libération de la France pour pouvoir ensuite continuer la reconquête de l'Europe. Brest subit un long siège jusqu'au 18 septembre 1944, et Dunkerque, Lorient et Saint-Nazaire tiennent jusqu'à la fin de la guerre.
Après la chute de Cézembre, la 83e division d'infanterie est envoyée le long de la Loire pour des missions de patrouille, les Alliés et la Résistance bloquant sur la Loire le repli des dernières troupes allemandes du sud-ouest de la France.
Les îles Anglo-Normandes, où une partie des blessés de la garnison de Cézembre a été évacuée, capitulent le 9 mai 1945.

### Prisonniers de guerre allemands

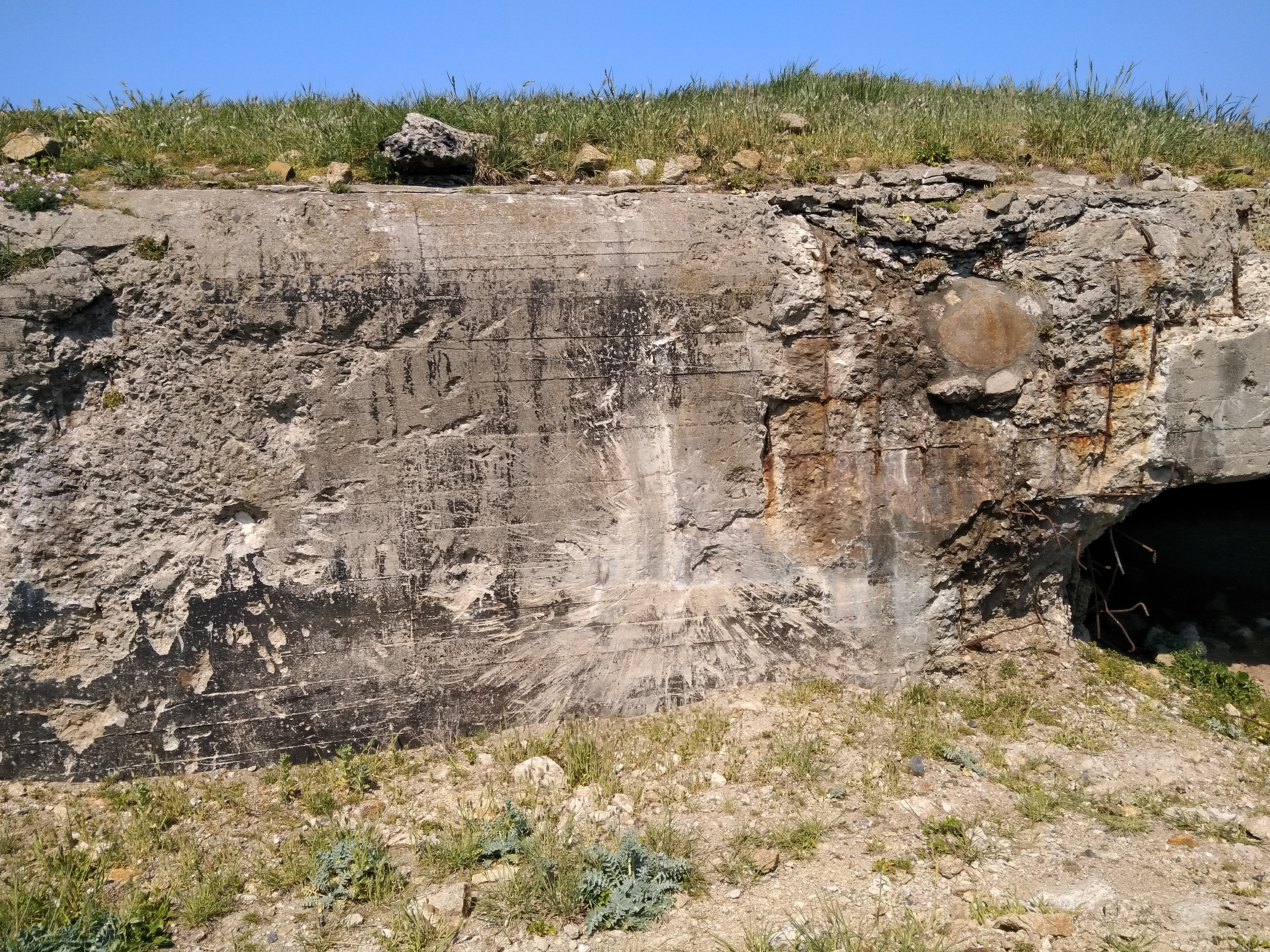
Traces d'explosions sur un blockhaus de Cézembre (photo prise en 2018).

Les soldats allemands de la garnison de Cézembre sont faits prisonniers et envoyés à Southampton sur la côte sud anglaise, via Cherbourg, puis internés dans le Midwest américain après avoir été débarqués à Boston. Ils rentrent en Allemagne en 1946.
Pour son acte de résistance, le commandant allemand de la garnison, Richard Seuss, est décoré de la Croix de chevalier de la croix de fer et est cité deux fois, le 1er et le 3 septembre, dans le Wehrmachtbericht, le bulletin radiophonique quotidien diffusé par le Haut commandement de la Wehrmacht. Après guerre, il devient capitaine de corvette de réserve de la nouvelle Bundesmarine de la République fédérale allemande. Il meurt en 1963, à 66 ans, à Münster.

## Conséquences pour Cézembre

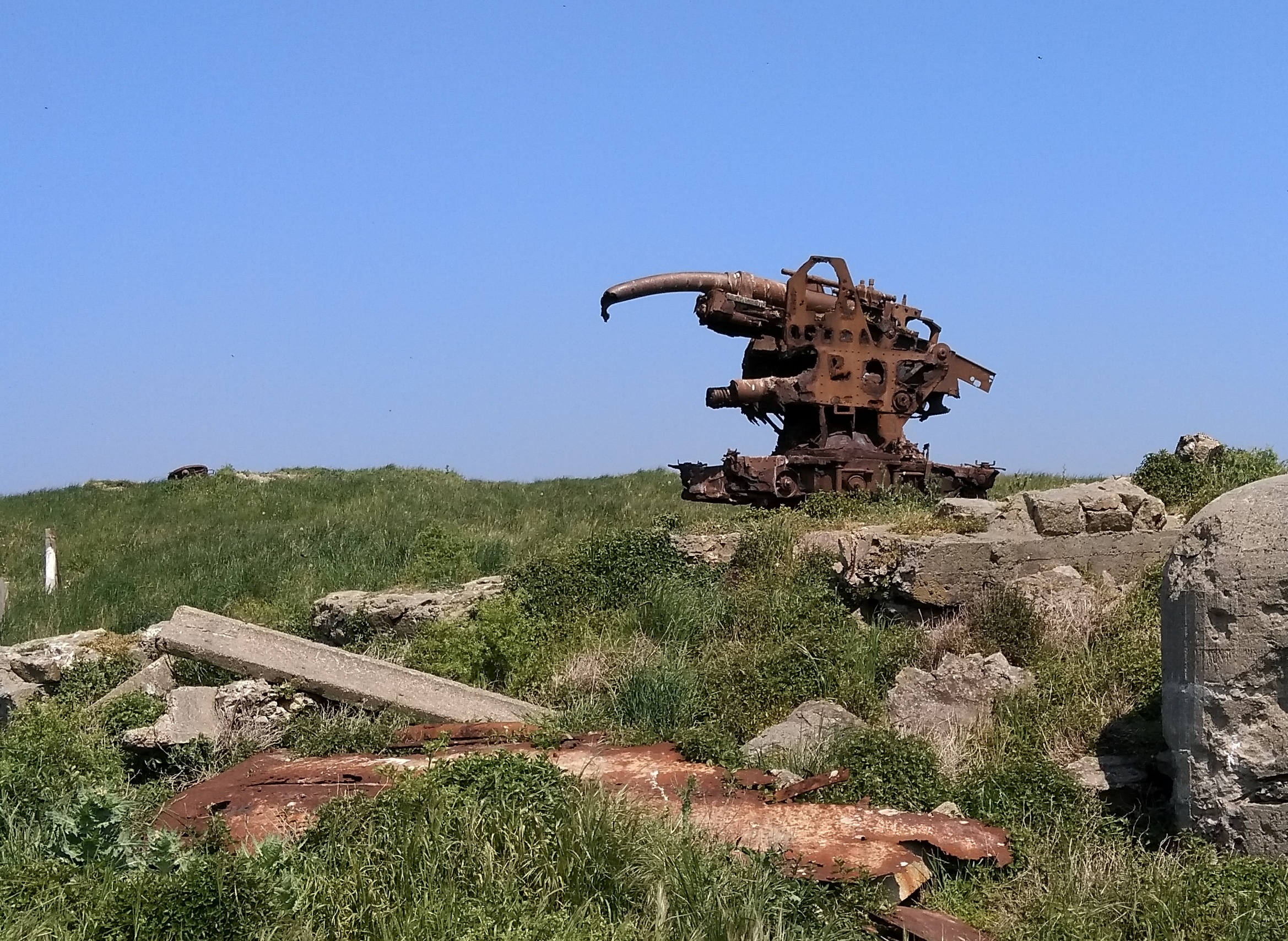
Restes d'un canon antiaérien brûlé par le napalm, au milieu des décombres.

Le bombardement de Cézembre a laissé une empreinte durable sur l'île et a profondément transformé son paysage. Après guerre, la question du déminage et d'un éventuel accès au public se pose.

### Zone interdite

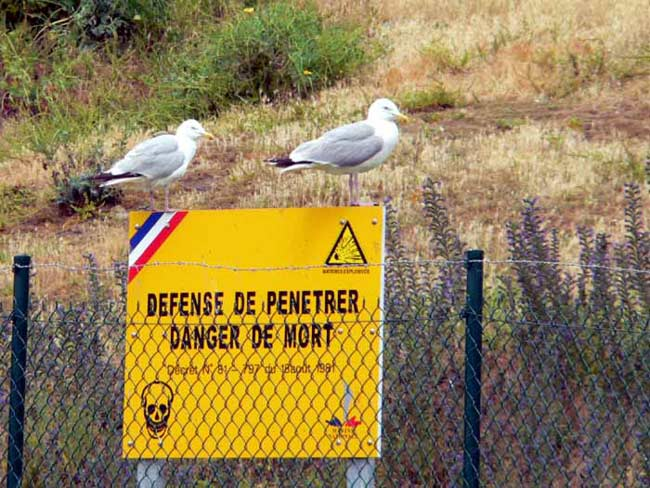
Une grande partie de Cézembre est interdite au public en raison de la présence de munitions non explosées.

L'île devient un site classé en 1945. La marine nationale française est alors chargée du déminage et le terrain devient site militaire. Une famille malouine obtient l'autorisation de s'installer sur l'île et y construit une maison et un restaurant, le Repaire des Corsaires. Des mouflons corses sont introduits sur l'île en 1962. La cale d'accostage est réparée en 1967 par le ministère de l'équipement, puis réaménagée en 1974. Toutefois, un décret du 4 mars 1976 interdit l'accès à l'île « sans avoir préalablement fait l'objet de recherches systématiques et de destruction des engins divers qui pourraient y être détectés ». Cela n'empêche pas les Malouins d'aller à Cézembre.
L'île est interdite d'accès pendant plusieurs années, la plage redevient accessible au public dans les années 1950, mais est de nouveau interdite entre 1981 et 1984 en raison des risques liés aux munitions non explosées. Un arrêté du 9 juin 1989 en réglemente l'accès. À partir de 1984, il est prévu que le site soit confié au Conservatoire du littoral mais le projet, principalement pour des raisons de sécurité, prend du retard. Le Conservatoire ne peut en effet prendre pleinement possession de Cézembre qu'une fois la dépollution terminée.

### Déminage
L'île connaît deux grandes campagnes de déminage, puis des déminages réguliers les années suivantes lors des marées d'équinoxe.
En 1984, une partie de l'île accessible au public est délimitée par des barbelés et permet aux visiteurs de profiter de la plage. La zone autour de la cale d'accostage a subi un déminage plus approfondi que le reste de Cézembre. En 1986, « le gros de la ferraille hétéroclite qui conservait à l'île son aspect apocalyptique était retiré ». Seuls restent les bunkers et les cuves en béton armé des canons.

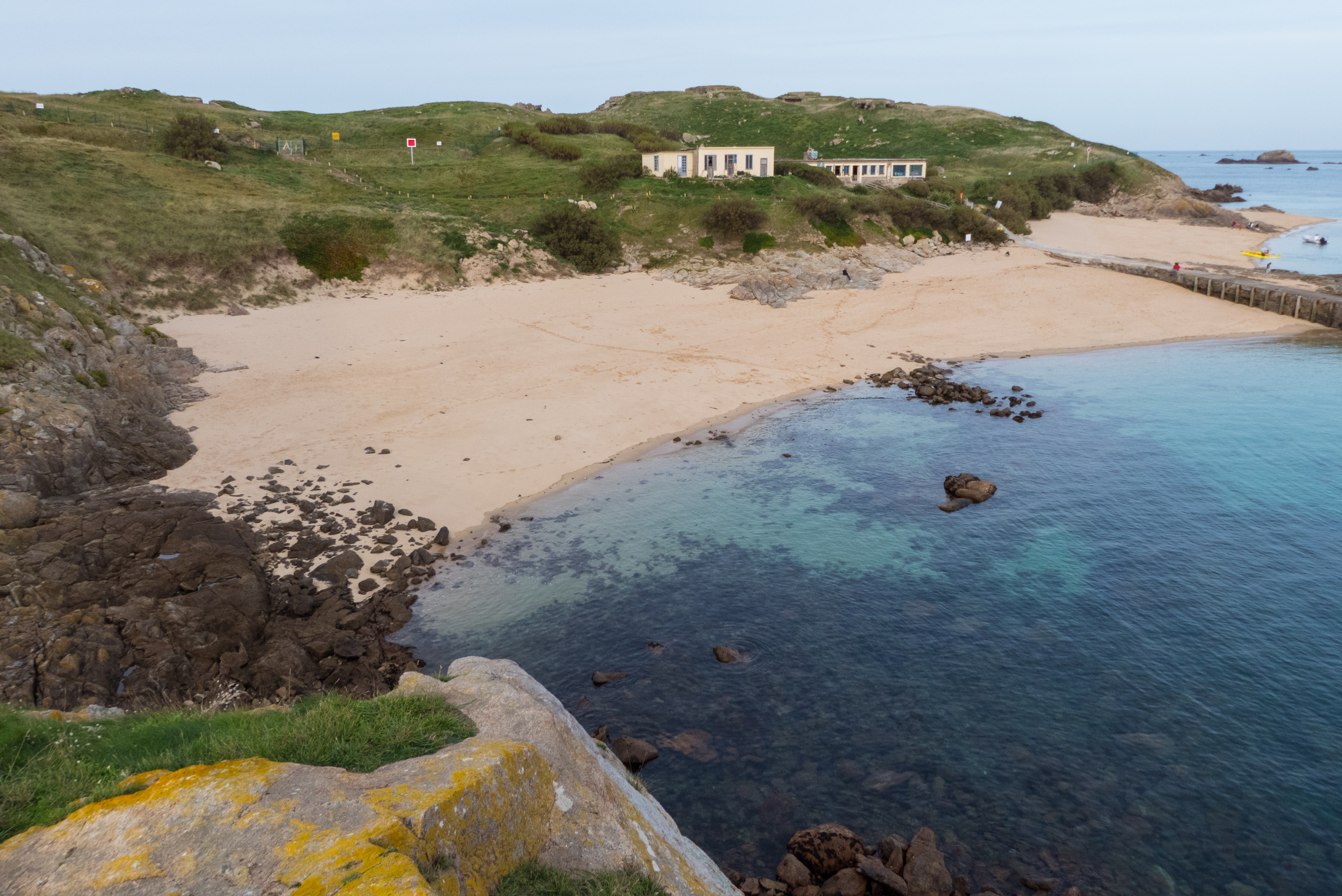
Vue générale de la plage de Cézembre, avec l'habitation et le restaurant Le Repaire des Corsaires, en 2017.

Les opérations de déminage et de dépollution sont compliquées : pour retirer toutes les munitions et obus, il faudrait utiliser des engins de chantier blindés, retourner les bunkers démolis, extraire puis trier les gravats. Outre le coût très élevé de ces opérations, les vibrations risqueraient de faire exploser certaines munitions souterraines, ou provoquer des bouleversements de terrain. En 1998, une demande de financement des opérations de déminage par des fonds européens est rejetée à Bruxelles. Lors du changement des piquets délimitant la zone autour du restaurant, en 2007, plusieurs obus sont retrouvés dans le sable, alors que la zone est réputée déminée.
De mars à mai 2008, l'île et les eaux environnantes sont à nouveau entièrement interdites pour permettre à la Marine nationale de mener une minutieuse opération de déminage. La plage principale est ainsi déminée sur plus de trois mètres de profondeur, ce qui n'avait jamais été fait. Plus de quatre-vingts obus sont retrouvés en sondant seulement un tiers de la plage. Les démineurs font exploser les munitions et les bombes rassemblées dans un trou de quatre mètres de profondeur sur la plage.

### Ouverture au public

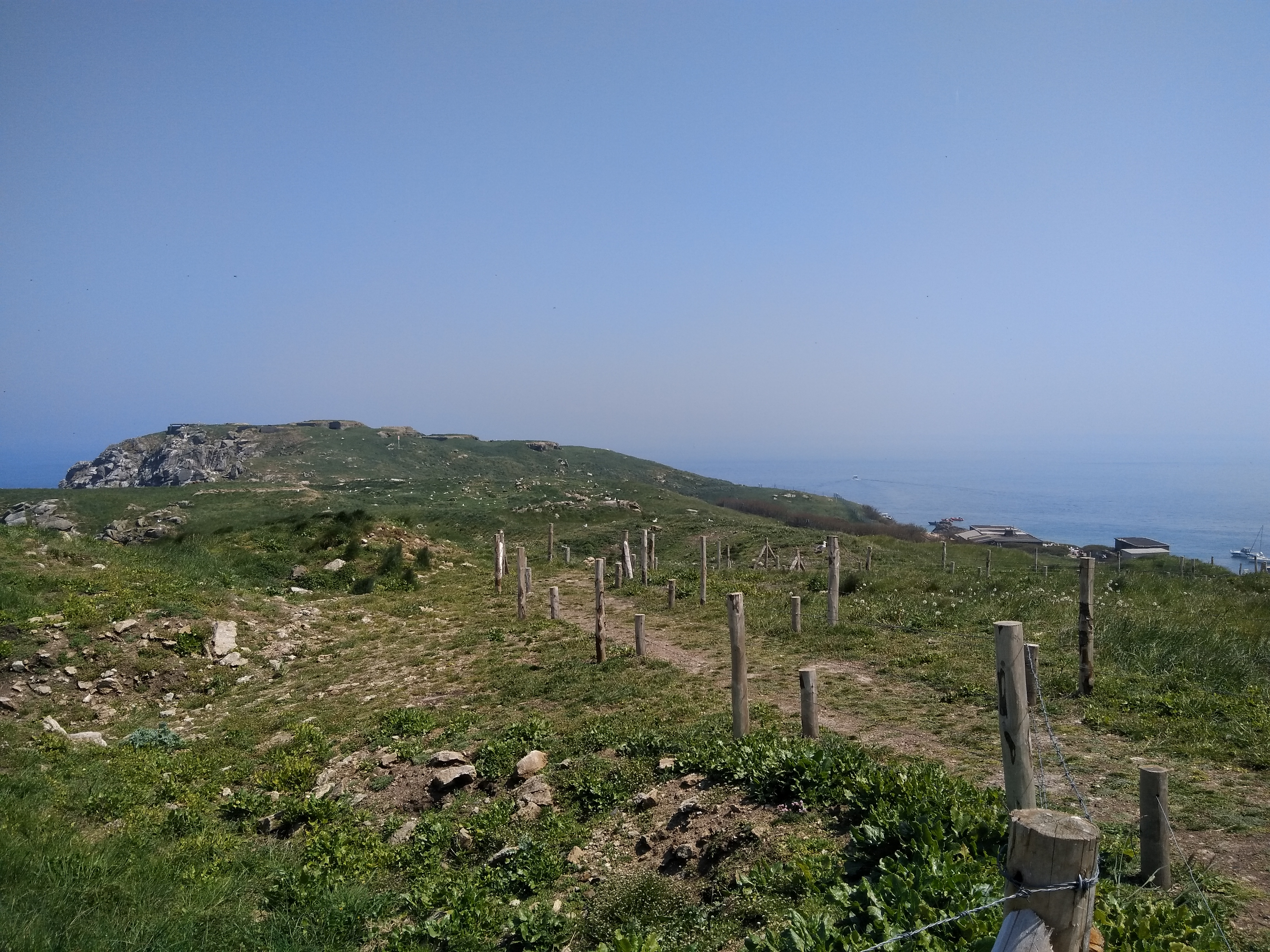
En 2018, un sentier est aménagé à Cézembre et l'île est ouverte aux visiteurs.

En février et mars 2017, la Marine nationale mène un déminage sur plusieurs mètres de profondeur sur le tracé d'un futur sentier ornithologique, long de 800 mètres et qui permet aux visiteurs de parcourir l'île et de voir les vestiges des fortifications, mais aussi la réserve ornithologique. En effet, l'interdiction de circuler sur la majeure partie de l'île a permis le développement de l'avifaune : Cézembre abrite ainsi des guillemots de Troïl, des pingouins torda, des cormorans huppés, des goélands argentés, bruns ou marins mais aussi quelques chouettes et des faucons. Les démineurs retirent cette année-là plus de 10 tonnes de métaux divers dont de nombreux éclats de bombes et d'obus et différentes munitions non explosées, mais aucune bombe. Ils mettent également au jour des objets du quotidien de la vie de la garnison dont les plus intéressants sont donnés au musée d'Aleth. Initialement, ce sentier balisé devait ouvrir au public mi-octobre 2017 lorsque l'île aurait été acquise par le Conservatoire du littoral et que celui-ci aurait pu faire le terrassement du sentier. Le sentier est finalement ouvert en avril 2018. Le déminage du reste de l'île ne sera probablement jamais réalisé, tant en raison du coût de l'opération, que pour préserver la réserve ornithologique qu'elle est devenue.